# Дегтярёв, Михаил Николаевич
Михаи́л Никола́евич Дегтярёв (2 [15] августа 1915, село Хреновое, Воронежская губерния — 8 декабря 1978, Воронеж) — командир взвода 15-й отдельного железнодорожного батальона 29-й отдельной железнодорожной бригады, старший сержант, Герой Социалистического Труда.

## Биография
Родился 2 (15) августа 1915 года в селе Хреновое (ныне — Бобровского района Воронежской области). После окончания семилетки работал в колхозе.
Летом 1940 года был призван в ряды Красной Армии и направлен в железнодорожные войска. Службу проходил в 15-м отдельном железнодорожный батальон 29-й железнодорожной бригады. Окончил школу младших командиров, по возвращении в батальон был назначен помощником командира взвода.
Участник Великой Отечественной войны с первых дней. В июле 1941 года в составе батальона выполнял заградительные работы на железнодорожном участке, ведущем к Тирасполю. Воины-железнодорожники взорвали мост через Днестр. Младший сержант Дегтярёв возглавил команду, которая с помощью специального приспособления, прицепляемого к паровозу и называемого «червяком», разрушала железнодорожный путь. Под огнём противника, будучи раненым, он вместе с пятью бойцами продолжал выполнять боевую задачу, пока не выполнил приказ.
Вместе со своими боевыми товарищами Дегтярёв ходил в атаку под Ивановкой, что за Весёлым Кутом, взрывал железнодорожные пути в отрезанном Мелитополе, спасал горящие вагоны с боеприпасами в Летучино, когда вокруг станции разгорался бой и у артиллеристов уже не хватало снарядов. Под Армавиром взвод Дегтярёва прикрывал отход батальона. В бою он был снова ранен, но выполнил боевую задачу до конца.
Вместе с личным составом бригады прошёл дорогами Кавказского, Северо-Кавказского, Южного и 3-го Украинского фронтов. Член КПСС с 1942 года.
С переходом наших войск к наступательным действиям перед воинам-железнодорожниками встали новые задачи — восстановление путей в прифронтовой полосе, обеспечение подвоза боеприпасов и военной техники на передовую. Дегтярёв шёл со своими бойцами снова по тем же местам, которые когда-то оставлял, взрывая за собой железнодорожные пути и мосты, был награждён медалью «За боевые заслуги».
Взвод Дегтярёва отличали высокие темпы восстановительных работ. Командир внимательно изучал опыт передовых восстановителей, сам овладевал передовыми приёмами работы, затем обучал подчинённых. Так, он научил методу рубки рельсов с трёх ударов, разработанный воином-железнодорожником Анниковым. Вместо восьмидесяти рубок за смену путейцы стали выполнять по семьсот-восемьсот.
Указом Президиума Верховного Совета СССР от 5 ноября 1943 года «за особые заслуги в обеспечении перевозок для фронта и народного хозяйства и выдающиеся достижения в восстановлении железнодорожного хозяйства в трудных условиях военного времени» Дегтярёву Михаилу Николаевичу присвоено звание Героя Социалистического Труда с вручением ордена Ленина и золотой медали «Серп и Молот».
После войны продолжал службу в железнодорожных войсках, приказом НЖДВ уволен по состоянию здоровья в апреле 1954 г. После увольнения в запас жил в городе Воронеже. Скончался 8 декабря 1978 года.
Награждён орденом Ленина, медалями.